# Ficus tulipifera
Ficus tulipifera là một loài thực vật có hoa trong họ Moraceae. Loài này được Corner mô tả khoa học đầu tiên năm 1939.